# Petit (Mondkrater)
Petit ist ein kleiner, schüsselförmiger Einschlagkrater am Ostrand der Mondvorderseite, am nordwestlichen Rand des Mare Spumans, südlich des Kraters Townley.
Der Kraterboden ist flach. Auffällig sind die Streifen heller Ejekta in der Umgebung, die ein kleines, bis an das Mare Spumans reichendes Strahlensystem bilden.
Der Krater wurde 1976 von der IAU nach dem französischen Physiker Alexis Thérèse Petit offiziell benannt. Zuvor wurde er als Apollonius W bezeichnet.